# Mordellistena biplagiata
Mordellistena biplagiata là một loài bọ cánh cứng trong họ Mordellidae. Loài này được Helmuth miêu tả khoa học năm 1864.